# Dasaratha canarensis
Dasaratha canarensis är en fjärilsart som beskrevs av George Francis Hampson. Dasaratha canarensis ingår i släktet Dasaratha och familjen säckspinnare. Inga underarter finns listade i Catalogue of Life.